# 大航海時代系列
大航海时代系列是由日本光荣公司出品的模擬游戏系列，首作於1990年在PC平台發行。
系列以历史中15世纪至17世纪在欧洲發源，後拓展至全世界的“地理大发现”为背景。遊戲中玩家選擇扮演某國家中的一虛擬角色，為了某個目標而成為船長組建船队出海，可率领一支远航舰队进行贸易、私掠、赏金猎人、探险和海盗等行動，在航行中还可记录各种自然名胜、人文古迹或奇异动植物的发现物报告，亦会遭遇诸如暴风雨、龙卷风甚至是海怪、幽灵船等超自然现象。虽然游戏基本為開放式玩法，但仍然设定了宽松的任务情节使玩家往某些路线发展，如果玩家偏离了這些引導路線，可能會阻礙故事的推進。
在东亚地区本系列有众多支持者，但在歐美则没有得到广泛注目。至今出品有I～IV及外传共5部单机版游戏，以及网络版《大航海时代Online》《大航海时代V》《大航海時代VI》與授權韓國Line Games開發的《大航海時代：起源》。

## 设定
《大航海时代》系列是以15世纪至17世纪，在欧洲乃至世界各地发生的“地理大发现”为历史背景设定的电脑（电视）游戏。玩家可在真实的海洋和大陆中完成游戏设定的任务。《大航海时代II》的通关语亦被认为体现了大航海时代的精神：
- 伊比利半岛上两大海运国葡萄牙和西班牙的兴盛，大大促进了欧洲航海的发展。
- 到十六世纪中叶，英吉利，荷兰等新兴势力渐渐强大。
- 不久，欧洲的航海家和传教士们劈波斩浪，远航到世界各地，甚至频频往返于遥远的日本。
- 大航海时代，就是无数勇敢的冒险家驾着小船，向广阔而神秘的大海挑战的时代；就是不畏艰险，向未知的领域挑战，给欧洲带来无数的发现和希望的时代；就是大冒险的时代。
- 如果近代史是从全球所有地域都联结起开始的话，那么，大航海时代就是拉开了近代史的序幕。

## 游戏特点
《大航海时代》系列大都具有较大的游戏自由度，使玩家得以不完全拘泥于游戏的任务设定，而能在各地城市中自由地进行交易，籌集資金。
玩家可通过商业贸易、地理冒险和战争的方式提高自身的声望。在部分系列（如《大航海时代Online》）中，声望关系到玩家能进入的海域。通常情况下，在逐步完成任务的同时，玩家的声望也会有一定的提高。
游戏中国家、城市、船、炮等的设定充分尊重了史实，这吸引了一些熟悉或希望了解这段历史的玩家；而游戏中的广阔海洋与陆地，则吸引了熟悉或希望了解地理学的玩家。
在部分系列（如《大航海时代III》和《大航海时代Online》）中，语言是游戏的一个重要因素。掌握某些语言意味着能与特定港口内的人物交谈，以招聘水手、进行商品贸易或完成游戏任务。
在《大航海时代》系列中，国家和城市的发展将影响到玩家的游戏进程。当国力强盛时，在世界各地航行的玩家会轻易发现本国籍的港口或同盟港口；在本国的港口或同盟港口中，玩家可以更低的价格及更高的购入量购进商品。在某些情况下，玩家需要提高本国的同盟港口数量以完成任务。城市的發展度將影響到城市售賣特產的數目和種類，而部分經開發的城市，也會製造出防禦更好，更大和更快的船隻。
宗教亦是《大航海时代》系列的一个重要因素。在游戏中，主要存在有基督教和伊斯兰教两大宗教势力，而佛教则没有表现或表现得极少。玩家所操控船长的宗教信仰决定了玩家能否操控角色进入相关宗教场所（如基督教堂和清真寺）。对于基督徒，进入伊斯兰国家的港口是被禁止的——当然，在某些系列中，玩家可通过易服或等候夜幕降临以进入港口。

## 作品

### 大航海时代
全系列的首作，玩家设定为葡萄牙的一名年轻没落贵族——里昂·法雷尔，富有雄心的里昂目标恢复家族的荣誉并與公主成親，而決定作為船長出海歷險。本作中只有三个国家：「葡萄牙」、「西班牙」及。在世界各地有许多中立港口，玩家可对这些港口进行“投资”，以使被投资的港口成为葡萄牙的势力范围。玩家可通过发现港口、与其他商队及海盗交战并击败对方以提高里昂的声望。声望的增加，使得里昂能完成葡萄牙国王下达的命令并再推高声望。
故事设定在16世纪早期（从1502年开始）。1991年发布FC版本，1992年发布MD和SFC版本。游戏的英文版亦在同年发售。该游戏亦被移植到了PC 机中。

### 大航海时代II
《大航海时代II》又名《大航海时代：新地平线》，该款游戏也许是该系列最著名的版本。在东亚地区吸引了大量玩家——后来则成为《大航海时代》系列的支持者。
游戏亦被设定于16世纪，內容延續前一代的故事。1994年，发布SFC和MD版本。并且游戏中的很多角色在历史上都有真实原型可寻。
在游戏中，共有6名主角供玩家选择，每一个主角在游戏中都有不同的剧情：
- 约翰·法雷尔：前代游戏主角莱昂的儿子，葡萄牙探险家

第一主角，莱昂·法雷尔公爵之子，受父亲的命令寻找传说中的约翰长老国，助手是有着“大侠”绰号的老洛克，剑术高手，连六位主角中剑术最强的卡特琳娜也不是他的对手；同时法雷尔还有一位葡萄牙籍好友恩里克神父，他在法雷尔的船上担任会计，愿望是去东方传播神的旨意。
- 卡特琳娜·艾兰茨：前西班牙女海军军官，海盗

原本是西班牙海军中尉，女性，有着一头火红色的长发，因为哥哥和男友遭恶人毒手而发誓报复，但由于证据指向葡萄牙的法雷尔家族使卡特琳娜失去正常解决问题的手段，遂从西班牙舰队抢了一艘战舰出海沦为海盗，游戏中她的助手是桑托中尉，被抢的西班牙战舰船长，卡特琳娜的好友，由于暗恋卡特琳娜遂决定帮助她。此人物的原型与17世纪西班牙传奇军官卡塔利娜·德埃劳索（Catalina de Erauso）有关。
- 奥托·斯宾诺拉：英国私掠舰队船長

英国皇家骑士，有很浓厚的骑士精神，受英王之命组建舰队，百战百胜。此外，由于他的政敌：吉尔哈巴特伯爵的嫉妒，他首次出海时只得到了一条叫做“二百五”的小船。最后以英军指挥官的身份率领英国舰队击溃西班牙无敌舰队，此人物的原型与英国历史上著名的私掠船长法蘭西斯·德雷克有关。
- 恩斯特·洛佩斯：荷兰地理学家

荷兰地理学家，受好友梅尔卡特（历史上的著名地理学家，见麦卡托投影法）的委托，为了能绘制最精确的世界地图而出海。途中收留了中国姑娘劳拉，并在帮助她回到家乡后结婚。
- 皮耶德·康迪：意大利冒险家

意大利商人之子，天生的冒险家，却因为负债累累不得不出海，受法雷尔公爵夫人的雇佣，任务是帮助约翰法雷尔。其人非常市侩，有浓厚的黄金爱好，与其说是冒险家不如说是赏金猎人。在外传中此人有个很强悍的未婚妻。
- 阿兰·维斯特：奥斯曼帝国商人

天生的商人，借债出海，为得是寻找自己失散的妹妹，最终和自己的妹妹及情人快乐的生活在一起。
此外，游戏中还有相当多的充满个性的配角：
马库斯·马丁内斯侯爵：
三大反派之首，普莱斯特约翰长老国的缔造者，在南美建立了自己的要塞，最后被法雷尔，卡特琳娜，艾泽格三人联手打败。
艾泽格司令官：
思想有些古板的西班牙无敌舰队总司令，卡特琳娜的老长官，一直想抓回自己的不肖学生，很有骑士精神，三大反派中唯一还算是有些闪光点的男人，最后在波尔多湾外被奥托击败。
吉尔哈巴特伯爵：
英国人，三大反派中最没存在感的，嫉妒心很强，总是和奥托过不去，在外传中被阿尔及尔海盗雷斯击败。
萨沙·维斯特：
阿兰·维斯特的妹妹，天真可爱，但因为酒吧女郎的工作，却也显得老于世故。
路琪亚：
里斯本的酒吧女郎，约翰·法雷尔的情人，曾被卡特琳娜绑架。
希尔顿·雷斯和艾登·雷斯：
游戏中最强的海盗NPC，活跃于地中海地区。人物的原型与“海盗王”红胡子兄弟有关。
该游戏有很高的自由度，需要通过发展主角的事业以进行任务。游戏中的冒险、寻宝、海战、贸易… 对于刚接触电脑的年轻一代极具吸引力，游戏中的地理概念（比如伊比利地方）、港口位置、舰船知识（比如盖伦帆船，加农炮）、道具（比如经纬仪，六分仪，私掠许可证）、历史知识（比如奥斯曼帝国）…都盡量的与现实中的知识无二，很多玩家正是从这个游戏中了解了世界史、世界地理和风土人情。
游戏中穿插有一些历史事件。为了适应剧情的需要，制作者将西班牙无敌舰队覆灭的无敌舰队之役提前了60多年。

### 大航海时代·外传
根据2代剧情的衍生，支持在windows系统窗口下运行， 但由于有bug ，如果运行时切换出游戏，则该程序会死机。游戏分2个角色：
- 米蘭塔·貝爾蒂：一名意大利探险家。熱那亞城活潑可愛的女孩。誤以為同鄉的冒險家皮耶德·康迪當年向自己求婚，於是決心親自出海去尋找在世界各地冒險的皮耶德。遊戲中她的助手是托尼·羅西，是熱那亞酒館女郎瑪琪露塔的弟弟，因不滿商船學校的教官用鞭子打他，所以於飯菜下瀉藥但成事前被抓，被勒令退學，之後被米蘭塔和姊姊遊說成為助手。
- 薩爾巴多爾·雷斯：阿爾及爾海盗。盤踞在阿爾及爾港的海盜頭子希爾頓·雷斯（以历史真实中的阿爾及爾海盗奧魯奇·雷斯为原型）之子。立志超越父親，成為地中海頭號大海盜。遊戲中他的助手是霍萊斯·迪斯塔爾蒂，是一名經驗豐富的海盜，稱主角為「少爺」。

中间剧情穿插着大航海2代的剧情。

### 大航海时代III
《大航海时代III》全名《大航海时代3——新世纪》，该游戏的日文PC版于1996年推出，而中文版PC版直到2000年才推出。该版本有着强烈的怀旧写实风格以及与其他几代作品相比有着极高的自由度，但是该版本在玩家中的影响力与传播度也是相对较小的。但该版本中所创立的众多游戏元素直到最新的《大航海时代Online》中都有保留。
游戏的起始年份被设定在1480年。可自创主角或者选择游戏提供的两个虚拟的主角（一为葡萄牙籍，另一为西班牙籍）。玩家在游戏中可以成为发现众多新事物的航海探险开拓者，同时也可以进行贸易，并与回教徒、海盗作战。并可以在世界各地追求不同风格的女性结婚生子，提高了游戏的趣味性。
這是最寫實的大航海時代系列，可以陆地 进攻 内陆城市及港口，并可以陆地在同一大陆行走，而且連黑奴的問題也有提及(在中文版則被刪去)；可惜難度為各版中最高的，故在玩家社群中並不流行。

### 大航海时代IV
发展到这一代可操作人物是4位（威力加强版中又增加了3位），遍布于世界的各个角落，而不再继续以欧洲为世界观的中心。精美无比的游戏画面(繪師：宇野道夫)，感心动耳的情节与音乐(配樂：高木庸旬)，仿佛艺术品般地令人无穷回味。然而亦有美中不足处，例如航海视图的粗糙，整体难度的偏低，使人很难体验到前几代作品中那惊心动魄、刻骨铭心的生存危机。但是更富休闲性、欣赏意味的游戏方式却愈加符合了现代人的口味。此游戏后来被移植到任天堂DS和PlayStation Portable之上。

### 大航海时代V
光榮於2013年12月18日宣佈，將會於2014年推出大航海时代V，並會以網頁遊戲形式推出。

### 大航海時代online
大航海时代是由日本光荣（KOEI）于2004年开发并进行公测的MMORPG类网络版游戏，是被誉为经典的单机版模拟类游戏《大航海时代》系列的续编。

### 大航海时代VI
服務於2019年9月26日開始，並且只能在Google Play和App Store (iOS)執行，這是此系列的第六代。
作為系列的第二代手機遊戲，《大航海時代VI》比《大航海時代V》的優越處主要在於玩家商行港埠的經營（較為豐富的模擬造鎮與商業樣態）、人物與船艦的多樣化（史實與虛構的人物與船艦，各多達兩百多個以上，為歷代之冠）、海戰的精緻度（與《Online版》一樣需要技術，而非一味提高等級數據就能獲勝）、大富翁模式的小品冒險任務等，以及不用課金也能順利玩到最高等、體驗所有劇情與活動，這在向來標榜免費的手機遊戲市場中更是相當誠信的優點；尤令老玩家所感動的是，復刻了歷代的許多要角成為夥伴。
然而此作也有些廣為玩家詬病的缺點，比如背景配樂較為單調（數量遠少於單機版，幾乎只有商行、航行、戰鬥、劇情四款配樂）、頂尖的趣味體驗仍賴充值才能提早達成（例如：由於傳奇航海士安德雷亞‧多利亞在防禦上過於一枝獨秀、在海戰一定時間內可近乎無敵使然，導致若沒能在普雷韋札海戰活動與週年慶復刻角色活動時，以充足的有償寶石抽到他的玩家，便難以擊敗最高等級的活動NPC）、造船形同樂透彩抽獎的不確定性機制等。

### 大航海時代：起源
大航海時代：起源(Uncharted Waters Origin)是由光榮特庫摩授權韓國Line Games開發與經營的手機網路遊戲(也可於單機連線遊玩)；劇本是以二代為藍本(各主角故事作為可以切換進行的主線)，船艦與艦隊模式是以四代為藍本(可改造艙室、配置船員角色、設立多支艦隊)，而航海模式與世界背景則是以Online版為藍本(多人即時，有葡萄牙、西班牙、荷蘭、英格蘭、土耳其、大明、朝鮮、日本等八大勢力分立競爭)，船員角色數量超越六代，船艦數量超越Online版。